# Rio Longa
O rio Longa é um curso de água de Angola que faz parte da Vertente Atlântica.
O rio forma a fronteira sul do Parque Nacional da Quissama e a fronteira da província do Ícolo e Bengo e da província do Cuanza Sul. Sua foz é protegida por uma longa língua de areia no Oceano Atlântico. Possui dois grandes afluentes, o Nhia e o Mugige. A planície de inundação no curso inferior do rio inclui o lago Hengue e o lago Toto.
O Chiloglanis sardinhai (ou "peixe-gato-sardinha") é uma espécie endêmica, encontrada apenas nos rios Longa e Caimbambo.